# Aysheaia
Aysheaia es un género extinto de lobópodos xenusios, animales similares a orugas, de cuerpo blando con apéndices locomotores pareados (lobópodos), cuya longitud corporal varía entre de 1 y 6 cm. El nombre del género conmemora la cima del monte Ayesha, al norte del glaciar Wapta.

## Anatomía

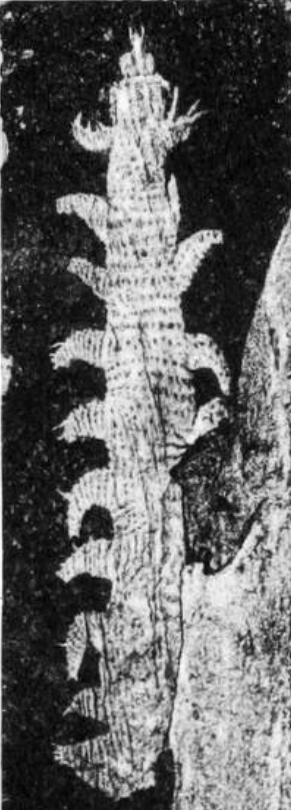
Fósil de A. pedunculata, tipo

Aysheaia tiene el cuerpo dividido en diez segmentos, cada uno con un par de lobópodos anillados espinosos. En la cabeza posee un par de apéndices prensiles y seis pequeñas proyecciones alrededor de la boca. No se ha detectado ningún aparato mandibular. Cada lobópodo acaba en seis pequeñas garras curvadas.

## Ecología
Basándose en la asociación de sus fósiles con restos de esponja, se supone que estas formaban parte de su dieta y que pudieron además servirle de protección frente a los depredadores. Aysheaia probablemente usara sus garras para sujetarse a las esponjas.

## Afinidades
A diferencia de muchas formas Cámbrico cuyas relaciones son oscuras y enigmáticas, Aysheaia es morfológicamente muy similar a los representantes actuales de un filo moderno, los onicóforos, que a diferencia de este son animales terrestres con mandíbulas y antenas. 

## Distribución
Se han encontrado fósiles de Aysheaia en el Cámbrico medio de Burgess Shale, en la Columbia Británica, y en la Formación Wheeler en Utah. Se han encontrado formas similares en las pizarras Maotianshan de China, del Cámbrico inferior. Además de los 20 ejemplares de la capa Greater Phyllopod en la Formación esquistos de Burgess, donde representan el 2% de la comunidad, solo se conocen otros 19 ejemplares de A. pedunculata. A. prolata es la especie de la Formación Wheeler, de edad similar.